# سفارة السنغال في المملكة المتحدة
سفارة السنغال في المملكة المتحدة هي أرفع تمثيل دبلوماسي لدولة السنغال لدى المملكة المتحدة. تقع السفارة في لندن وهي تهدف لتعزيز المصالح السنغالية في المملكة المتحدة.

## وصلات خارجية
- قائمة سفارات السنغال
- قائمة السفارات في المملكة المتحدة